# Anoteropsis aerescens
Anoteropsis aerescens es una especie de araña del género Anoteropsis, familia Lycosidae. Fue descrita científicamente por Goyen en 1887.
Se distribuye por Nueva Zelanda. La especie se mantiene activa durante los meses de enero y abril.